# Sienna Farall
Sienna Farall ist eine US-amerikanische Schauspielerin.

## Leben
Farall begann ihre Schauspielkarriere 2004 im Kurzfilm The Netherbeast of Berm-Tech Industries, Inc. und 2005 im Kurzfilm Ash Wednesday. 2009 hatte sie eine Episodenrolle in der Fernsehserie True Blood, 2011 in der Fernsehserie Schatten der Leidenschaft. 2012 übernahm sie in fünf Episoden der Fernsehserie Lucky Days die Rolle der Jenny. Es folgten in den nächsten Jahren unter anderen Nebenrollen in den Filmen Errors of the Human Body und Insidious: Chapter 2. 2020 war sie in Becoming – Das Böse in ihm in der Rolle der Michelle zu sehen, wobei sie für die deutschsprachige Filmfassung von Friederike Sipp synchronisiert wurde. 2021 übernahm sie in Triassic Hunt die Rolle der Söldnerin Joy Harland und in Planet Dune die Rolle der Marilyn.

## Filmografie (Auswahl)
- 2004: The Netherbeast of Berm-Tech Industries, Inc. (Kurzfilm)
- 2005: Ash Wednesday (Kurzfilm)
- 2009: True Blood (Fernsehserie, Episode 2x10)
- 2010: Public Relations (Kurzfilm)
- 2010: Deal O’Neal (Fernsehfilm)
- 2011: Schatten der Leidenschaft (The Young and the Restless, Fernsehserie, Episode 1x9731)
- 2011: Spit (Kurzfilm)
- 2012: Lucky Days (Fernsehserie, 5 Episoden)
- 2012: Errors of the Human Body
- 2013: Men at Work (Fernsehserie, Episode 2x07)
- 2013: Insidious: Chapter 2
- 2013: Malignant
- 2013: Cavemen
- 2016: Carbon Canyon
- 2016: Casual Encounters
- 2017: Odd Girl Out (Kurzfilm)
- 2020: Becoming – Das Böse in ihm (Becoming)
- 2021: Triassic Hunt
- 2021: Planet Dune